# AFC Fortuna Poiana Câmpina
Asociația Fotbal Club Fortuna Poiana Câmpina byl rumunský fotbalový klub sídlící v obci Poiana Câmpina. Klub byl založen v roce 2010 pod názvem Fortuna Brazi v obci Brazi. 2. srpna 2013 byl klub přesunut do obce Poiana Câmpina, kde začal hrát pod názvem Fortuna Poiana Câmpina. Na začátku roku 2015 byl klub vyloučen ze druhé ligy. V červnu 2015 se klub poté dostal do insolvence, kvůli dluhům ve výši 2 267 962 leu.
Své domácí zápasy klub odehrával na stadionu Poiana s kapacitou 4 000 diváků.

## Historické názvy
- 2010 – AFC Fortuna Brazi (Asociația Fotbal Club Fortuna Brazi)
- 2013 – AFC Fortuna Poiana Câmpina (Asociația Fotbal Club Fortuna Poiana Câmpina)

## Umístění v jednotlivých sezonách
Legenda: Z - zápasy, V - výhry, R - remízy, P - porážky, VG - vstřelené góly, OG - obdržené góly, +/- - rozdíl skóre, B - body, červené podbarvení - sestup, zelené podbarvení - postup, světle fialové podbarvení - přesun do jiné soutěže
| Sezóny  | Liga                | Úroveň | Z                                                           | V                                                           | R                                                           | P                                                           | VG                                                          | OG                                                          | B                                                           | +/-                                                         | Pozice |
| ------- | ------------------- | ------ | ----------------------------------------------------------- | ----------------------------------------------------------- | ----------------------------------------------------------- | ----------------------------------------------------------- | ----------------------------------------------------------- | ----------------------------------------------------------- | ----------------------------------------------------------- | ----------------------------------------------------------- | ------ |
| 2012/13 | Liga III - Seria VI | 3      | 18                                                          | 14                                                          | 2                                                           | 2                                                           | 45                                                          | 9                                                           | +36                                                         | 44                                                          | 2.     |
| 2013/14 | Liga III - Seria VI | 3      | 20                                                          | 15                                                          | 1                                                           | 4                                                           | 47                                                          | 14                                                          | +33                                                         | 46                                                          | 1.     |
| 2014/15 | Liga II - Seria II  | 2      | Klub byl vyloučen v průběhu sezóny, výsledky byly anulovány | Klub byl vyloučen v průběhu sezóny, výsledky byly anulovány | Klub byl vyloučen v průběhu sezóny, výsledky byly anulovány | Klub byl vyloučen v průběhu sezóny, výsledky byly anulovány | Klub byl vyloučen v průběhu sezóny, výsledky byly anulovány | Klub byl vyloučen v průběhu sezóny, výsledky byly anulovány | Klub byl vyloučen v průběhu sezóny, výsledky byly anulovány | Klub byl vyloučen v průběhu sezóny, výsledky byly anulovány | 11.    |